# Suture palatine médiane
La suture palatine médiane (ou suture interpalatine ou suture médio-palatine) est la suture crânienne qui relie les bords médiaux des lames horizontales des os palatins.